# The Gories
I Gories sono una band garage punk di tre elementi formatasi a Detroit nel 1986. È stata una fra le prime band garage punk ad incorporare esplicite influenze blues.
Dopo vari periodi di inattività, la band si è riformata nel luglio del 2009 per un tour insieme agli Oblivians attraverso l'Europa che ha toccato anche l'Italia il 17 luglio 2009 a Ravenna e il 18 luglio a Torino.

## Storia
I Gories si formarono nel 1986 grazie a Mick Collins, Dan Kroha e Peggy O'Neill. Il gruppo prese il nome da un'altra band che apparve negli anni sessanta nello show televisivo Gidget.  Al tempo in cui i Gories si formarono Mick Collins era l'unico elemento ad avere avuto esperienze musicali e il resto della band imparò da autodidatta. I Gories pubblicarono il loro primo album intitolato Houserockin'  nel 1989. Leggenda vuole che l'album sia stato registrato in un capanno di lamiera . La pubblicazione dell'album era stata a sua volta preceduta da una collezione di demo su cassetta che vide una scarsissima distribuzione locale nell'area di Detroit. La band registrò il secondo LP I Know You Fine, but How You Doin' nel 1990. Vennero presto scritturati dall'etichetta tedesca Crypt Records per poi pubblicare il loro terzo album Outta Here. Dopo soli tre dischi la band si sciolse nel 1992. Mick Collins formò in seguito diversi altri gruppi fra i quali i Blacktop e i Dirtbombs,mentre Dan Kroha fondò i/le Demolition Doll Rods e successivamente i The Readies. Peggy O'Neill entrò a far parte delle formazioni dei '68 Comeback e dei Darkest Hours.

## La reunion dei Gories
Il 30 settembre 2008, attraverso la message board dell'etichetta Goner Records, Greg Cartwright ex membro degli Oblivians ha annunciato che le due band Gories e Oblivians avrebbero suonato dei "reunion shows" a Detroit e Memphis ed inoltre si sarebbero imbarcate in una tournée attraverso l'Europa nell'estate del 2009.

## Formazione
- Mick Collins - voce, chitarra
- Dan Kroha - voce, chitarra
- Peggy O'Neill - batteria

## Discografia

### Singoli
- 1990 - Nitroglycerine 7" (New Rose Records, new 141/NR 100)
- 1991 - Here Be The Gories 7" (In the Red Records,ITR 003)
- 1992 - Give Me Some Money 7" (Subpop,SP 134)
- 1992 - Baby Say Unh! 7" (Estrus Records, ES 724)
- 1992 - To Find Out 7" (Giant Claw, GCS-005)
- 1992 - You Little Nothing 7" (Get Hip Records, 1995, GH-173)

### Split 7"
- 2000 - Split 7" con i Lord High Fixers (Hate Records, Hate magazine #8)
- 2004 - Split 7" con i Dirtbombs (Fortune Teller Records, FTP 201)

### Album
- 1989 - House Rockin' LP/CD (Fanclub Records/New Rose, NR 340/FC 077)
- 1990 - I Know You Fine, But How You Doin' LP/CD (New Rose,ROSE 219)
- 1992 - Outta Here LP/CD (Crypt Records, 1992, CR-030)
- 1994 - I Know You Be Houserockin' CD (Crypt Records, CR-CD-04241) (ristampa dei primi due album accorpati)
- 2009? - Again and Again (album) (In the Red Records) Non ancora pubblicato